# 12823 Pochintesta
12823 Pochintesta este o planetă minoră (asteroid) din centura de asteroizi. A fost descoperită pe 2 ianuarie 1997 la Oizumi⁠(d) de Takao Kobayashi. 
Obiectul prezintă o orbită caracterizată de o semiaxă mare de 2,2884201 UAi, o excentricitate de 0,17, o înclinație de 2,64032 ° în raport cu ecliptica.